# Desmond
Desmond ist im englischen Sprachraum ein männlicher Vorname und Familienname.

## Herkunft und Bedeutung
Der Name ist ein Herkunftsname, gebildet nach einem irischen Familiennamen, der abgeleitet war vom gälischen Deas-Mhumhan mit der Bedeutung „aus Süd-Munster“.

## Namensträger

### Vorname
- Desmond Child (* 1953), US-amerikanischer Komponist
- Desmond Connell (1926–2017), irischer Geistlicher, Erzbischof von Dublin
- Desmond Dekker (1941–2006), jamaikanischer Ska-Sänger
- Desmond Douglas (* 1955), englischer Tischtennisspieler
- Desmond FitzGerald (1888–1947), irischer Politiker
- Desmond Harrington (* 1976), US-amerikanischer Schauspieler
- Desmond Llewelyn (1914–1999), walisischer Schauspieler
- Desmond Marquette (1908–1999), US-amerikanischer Filmeditor
- Desmond O’Malley (1939–2021), irischer Politiker
- Desmond „Dessie“ Sheehan (* 1949), irischer Snookerspieler
- Desmond Trufant (* 1990), US-amerikanischer American-Football-Spieler
- Desmond Tutu (1931–2021), anglikanischer Erzbischof in Südafrika und Friedensnobelpreisträger

### Familienname
- Adrian Desmond (* 1947), britischer Wissenschaftshistoriker und Darwin-Biograph
- Barry Desmond (* 1935), irischer Gewerkschaftsfunktionär und Politiker (Irish Labour Party)
- Dan Desmond (1913–1964), irischer Politiker
- Dermot Desmond (* 1950), irischer Unternehmer
- Eileen Desmond (1932–2005), irische Politikerin (Irish Labour Party)
- Elsa Desmond (* 1997), irisch-britische Rennrodlerin
- Johnny Desmond (1919–1985), US-amerikanischer Schauspieler
- Lucy Desmond (1899–1992), britische Turnerin
- Matthew Desmond (* 1979), US-amerikanischer Soziologe
- Olga Desmond (1890–1964), deutsche Tänzerin und Schauspielerin
- Paul Desmond (1924–1977), US-amerikanischer Jazz-Saxophonist
- Richard Desmond (Eishockeyspieler) (1927–1990), US-amerikanischer Eishockeytorwart
- Richard Desmond (Verleger) (* 1951), britischer Verleger
- Viola Desmond (1914–1965), kanadische Vorkämpferin gegen Rassentrennung
- William Desmond (1878–1949), US-amerikanischer Schauspieler